# Feliniopsis anuosoides
Feliniopsis anuosoides är en fjärilsart som beskrevs av François Louis Nompar de Caumont de Laporte. Feliniopsis anuosoides ingår i släktet Feliniopsis och familjen nattflyn. Inga underarter finns listade i Catalogue of Life.